# Secondo me, l'amore...
Secondo me, l'amore... è un album di Franco Califano.

## Tracce
- O.K. papà (Franco Califano-Danilo Vaona-Claudio Cavallaro)
- Io me 'mbriaco (Franco Califano-Totò Savio)
- Poeta saltimbanco (Franco Califano)
- Devo dormire (Franco Califano-Danilo Vaona-Claudio Cavallaro)
- Malinconico tango (Franco Califano-Totò Savio)
- Primo di settembre (Franco Califano-Danilo Vaona-Claudio Cavallaro)
- Secondo me, l'amore... (So' distrutto) (Franco Califano-Danilo Vaona-Claudio Cavallaro)
- Felici noi (Franco Califano-Totò Savio)
- Domani che ne so (Franco Califano-Totò Savio)
- Notti d'agosto (Franco Califano-Totò Savio)
- Eri mia (Franco Califano-Danilo Vaona-Claudio Cavallaro)
- È la malinconia (Franco Califano)